# 15318 Innsbruck
15318 Innsbruck è un asteroide della fascia principale. Scoperto nel 1993, presenta un'orbita caratterizzata da un semiasse maggiore pari a 2,3431736 UA e da un'eccentricità di 0,2001453, inclinata di 25,60295° rispetto all'eclittica.